# 周以謙
周以謙（1969年—），台灣音樂工作者、戲曲演奏者、作曲家，國立臺北藝術大學音樂研究所碩士畢業，曾擔任國立台灣藝術大學中國音樂學系和國立台灣戲曲學院兼任教師。現為國立傳統藝術中心臺灣豫劇團音樂指導。獲2021及2022年傳藝金曲獎「最佳音樂設計獎」。

## 生平
從小父親帶他看京劇、母親喜歡聽音樂的影響下，喜歡上戲曲和音樂，考進國立藝專（現為國立臺灣藝術大學）開始學起音樂。師從楊秉宗、蔡培煌學習二胡，與蘭陽戲劇團合作時認識莊進才，開始學習臺灣北管戲。離開公營劇團後曾任職民營的河洛歌子戲團，並完成《秋風辭》、《戲弄傳奇》（兒童歌仔戲）、《台灣我的母親》（李喬小說原著，歌仔戲現代戲）、《菜刀柴刀剃頭刀》、《太子回朝》、《鼠鬥龍爭》、《東寧王國》、《風起雲湧鄭成功》等大型舞臺歌仔戲的音樂設計。
曾參加台北民族樂團，並曾在中華民國陸軍的京劇團陸光劇隊做伴奏工作，後參加宜蘭縣立蘭陽戲劇團樂團工作多年，擔任樂團首席和劇團音樂設計，該團與民視合作錄製的一系列歌仔戲《錯配姻緣》、《連昇三級》、《打城隍》、《樊江關》（石文戶編導）、《陳三五娘》（廖瓊枝編導）等大型舞台歌仔戲皆為其音樂設計兼領奏作品。
大型舞台歌仔戲音樂設計作品還有《石門八陣圖》、《青春美夢》（歌仔戲現代戲）、《幽月怪談》、《白頭吟》、《馬賢伏龍》、《貍貓換太子》、《蘭陵王》（與柯銘峰合作）、《孝子願》、《送親緣》、《周成過台灣》、《將軍寇》、《牛郎織女》、《阿育王》等。
電視歌仔戲音樂設計作品有《秦淮煙雨》(台灣公共電視）、《十五貫》（台灣公共電視，舞台版改名《鼠鬥龍爭》）、《漢宮怨》（台灣中視）、《三進士》（中視）等。
北管戲音樂設計作品有《南天門》等。
黃梅戲音樂設計作品有《梁山伯與祝英台》、《秦香蓮》選段、《江山美人》選段等。
豫劇音樂設計作品有臺灣豫劇團《白水》、《鏢客》等。
京劇音樂設計作品有《百年戲樓》、《關漢卿》、《背叛》、《卡拉山傳奇》等。
舞蹈音樂作品有高雄城市芭蕾《牡丹亭》、傳統藝術中心踩街舞蹈《鯽仔魚欲娶某》等。

## 著作
著作有《歌仔戲唱腔》（與柯銘峰、陳孟亮合著，1996年）、《宜蘭布馬陣－林榮春生命紀實》（與陳進傳等合著，2007年）等書。
碩士論文為《北管音樂藝人莊進才生命史研究》，指導教授為顏綠芬。其他單篇論文有〈淺談歌子戲音樂及七字調〉（在《北市國樂》第45期發表）、〈秋風辭音樂設計剖析－兼談台灣歌仔戲音樂的若干問題〉、（收在《2001年海峽兩岸歌仔戲研討會論文集》）、〈淺談歌仔戲器樂及創作〉（在《臺灣戲專學刊第5期》發表）、〈【七字調】調式理論與實踐〉（在《臺灣戲專學刊》第9期發表）等。

## 獎項
2021年，以薪傳歌仔戲劇團《昭君．丹青怨》獲得第32屆傳藝金曲獎最佳音樂設計獎，與陳歆翰、郭珍妤。
2022年，以財團法人文化臺灣基金會《阿婆蘭Aphrodite》），與朱雲嵩獲得第33屆傳藝金曲獎最佳音樂設計獎。
1. 1 2  國立傳統藝術中心臺灣豫劇團. . 2023. ISBN 9-789-86532823-8.
2. 1 2  吳, 岳霖. . Par表演藝術. 2022, (349)  [2023-05-27]. （原始内容存档于2023-05-27）.
3. ↑  汪, 宜儒. . Par表演藝術. 2012, (235)  [2023-05-27]. （原始内容存档于2023-05-27）.
4. ↑  本事劇團，楊雨樵. . 2013-04  [2023-05-27]. （原始内容存档于2023-05-27）.